# Union pour le progrès national (Guinée)
Ne doit pas être confondu avec Union pour le progrès national.
L'Union pour le progrès national est un parti politique guinéen. 
Le parti fut le seul à compétir pour les élections présidentielles de 2003 face au président sortant Lansana Conté qui l'emporte avec 95,6 %,.